# Calathea elliptica
Calathea elliptica là một loài thực vật có hoa trong họ Marantaceae. Loài này được (Roscoe) K.Schum. mô tả khoa học đầu tiên năm 1902.